# Air Georgian
Air Georgian Limited (code AITA : ZX ; code OACI : GGN) est une compagnie aérienne canadienne basée à l'aéroport international Pearson de Toronto. Jusqu'en janvier 2020, son activité principale consistait en l'exploitation de vols pour le compte d'Air Canada Express. Air Georgian offre actuellement des vols nolisés.

## Flotte
Au mois de mai 2020, Air Georgian avait 17 appareils enregistrés au registre des aéronefs civils canadiens.